# Ordre du Sceau de Salomon
Pour les articles homonymes, voir Ordre de Salomon.
L'ordre du Sceau de Salomon est un ordre de chevalerie de l'Empire éthiopien, fondé par l' empereur Yohannes IV en 1874 comme la plus haute distinction impériale, contenant cinq grades. En 1930, un ordre encore plus élevé a été créé, à savoir l'ordre de Salomon, issu d'une scission de l'ordre du Sceau de Salomon. L'ordre était conféré aux membres de la maison impériale et aux personnes qui avaient rendu des services méritoires.
En 1975, après la déposition de Haïle Sélassié Ier et la dissolution de l'Empire éthiopien, l'ordre a perduré comme ordre de la maison et à être décerné par la dynastie de Salomon. Aujourd'hui, son grand maître actuel est le président du Conseil de la Couronne, le prince Ermias Sahle Selassie, petit-fils de l'empereur Haïle Sélassié d'Ethiopie.
La dynastie salomonienne, l'ancienne maison impériale d'Éthiopie, revendique la descendance du roi Salomon et de la reine de Saba, qui aurait donné naissance au roi légendaire roi Menelik Ier après sa visite à Salomon à Jérusalem.

## Grades
L'ordre a cinq grades. La classe supérieure « Collier » a été introduite dans l'Ordre par l'impératrice Zauditu en 1922, mais après l'amendement de 1930, ce grade a été séparé comme ordre indépendant par l'empereur Haïle Sélassié (c'est-à-dire comme l'ordre de Salomon, avec une seule classe de « Collier »).
- Classe supérieure:
  - Collier (séparé en ordre indépendant en 1930 ; limité aux membres de la famille impériale et à 5 bénéficiaires ordinaires) ;
- Cinq classes ordinaires :
  - Grand Cordon (limité à 15 destinataires);
  - Grand Officier (limité à 25 récipiendaires);
  - Commandant (limité à 35 destinataires);
  - Officier (limité à 45 bénéficiaires);
  - Chevalier (limité à 55 destinataires).

Les membres sont identifiés comme « chevalier » ou « dame » du Sceau de l'ordre de Salomon avec respectivement l'utilisation des initiales post-nominales KSS ou DSS.

Ceinture avec insigne de l'ordre.

## Description
L'insigne de l'ordre est une étoile de David en or avec une croix au centre émaillée verte avec une croix latine en or au centre. L'insigne était suspendu par la couronne éthiopienne en or. La plaque porte l'insigne de l'ordre sur une étoile d'or avec des rayons. Le ruban est vert uni. Les grades inférieurs de l'ordre avaient la croix centrale émaillée.

## Récipiendaires notables
- Léopold II roi des Belges (1907) ;
- Albert Ier roi des Belges ;
- Louis Mountbatten (1965).